# GBH
GBH (anteriormente conocidos como Charged GBH) es una banda británica de hardcore punk nacida en Birmingham, en el año 1978. La banda nació con el nombre de GBH y fue formada por Collin Abrahall, Colin 'Jock' Blyth, Sean McCarthy, y Andrew Williams. Son considerados pioneros del hardcore punk en el estilo de bandas como Discharge, Broken Bones, The Exploited, y The Varukers.
La banda utilizó el nombre de GBH en relación con una ley británica (Grievous Bodily Harm G.B.H.) y añadieron el "charged" para diferenciarse de otra banda que se llamaba igual que ellos. Durante más de tres décadas, GBH ha grabado once álbumes de estudio y se han labrado una importante reputación entre los grupos de punk ingleses a base de giras y apariciones en discos recopilatorios.
En su álbum de 2002, Ha Ha, aparece su éxito "Crush 'Em", que fue incluido en el videojuego de skateboard Tony Hawk's Underground.

## Discografía
Demos
| Año  | Título       |
| 1980 | 1980 Demo    |
| 1980 | Partice 1980 |

Splits
| Año  | Título              | Colaboración | Discográfica |
| 1998 | Punk As Fuck        | Billyclub    | Idol         |
| 2001 | Punk Rock Ambulance | Billyclub    | Hello        |

Álbumes de estudio
| Año  | Título                      | Discográfica |
| 1982 | City Baby Attacked By Rats  | Clay         |
| 1984 | City Baby's Revenge         | Clay         |
| 1986 | Midnight Madness And Beyond | Captain Oi!  |
| 1987 | No Need To Panic            | Captain Oi!  |
| 1989 | A Fridge Too Far            | Captain Oi!  |
| 1990 | From Here To Reality        | Captain Oi!  |
| 1992 | Church of the Truly Warped  | Captain Oi!  |
| 1997 | Punk Junkies                | SOS          |
| 2002 | Ha Ha                       | Go Kart      |
| 2004 | Cruel and Unusual           | Idol         |
| 2010 | Perfume and Piss            | Hellcat      |
| 2017 | Momentum                    | Hellcat      |

EP/Singles/Box Sets
| Año  | Título                                          | Discográfica |
| 1981 | Leather, Bristles, Studs, And Acne              | Clay         |
| 1982 | No Survivors                                    | Clay         |
| 1982 | Give Me Fire / Man Trap                         | Clay         |
| 1983 | Catch 23 / Hellhole                             | Clay         |
| 1984 | Do What You Do                                  | Clay         |
| 1986 | Oh No, It's GBH Again                           | Clay         |
| 1988 | Wot A Bargain                                   | Captain Oi!  |
| 2004 | Cruel and Unusual                               | Idol         |
| 2007 | Race Against Time: The Complete Clay Recordings | Castle       |

Recopilatorios y álbumes en directo
| Año  | Título                                      | Discográfica |
| 1982 | Leather, Bristles, No Survivors & Sick Boys | Clay         |
| 1986 | Clay Years 1981-1984                        | Clay         |
| 1989 | No Survivors '83                            | Clay         |
| 1990 | The Clay Years - 1981-84                    | Clay         |
| 1992 | The Clay Recordings                         | Clay         |
| 1993 | Live In Japan                               | Anagram      |
| 1995 | The Clay Punk Singles Collection            | Clay         |
| 1996 | Celebrity Live Style                        | Cleopatra    |
| 1999 | Punk Rock Hits                              | Cleopatra    |
| 1999 | Live In Los Angeles                         | Anagram      |
| 2002 | The Punk Singles 1981-84                    | Castle       |
| 2005 | Dead on Arrival: A Punk Rock Anthology      | Sanctuary    |

DVD & Videos
| Año  | Título                                    |
| 1995 | Kawasaki Live                             |
| 1996 | Live in L.A. 1988                         |
| 2003 | Live at the Ace, Brixton                  |
| 2004 | Kawasaki Live/Brit Boys Attacked by Brats |
| 2005 | G.B.H. Live in LA/Live at Victoria        |
| 2006 | Charged: On Stage                         |